# 烏拉圭若鯡
烏拉圭若鯡為輻鰭魚綱鲱形目鲱科的其中一種，分布於烏拉圭及阿根廷的淡水流域，棲息深度可達50公尺，體長可達10公分，棲息在淡水溪流，成群活動。

## 擴展閱讀
維基物種上的相關：烏拉圭若鯡